# Gobiopterus brachypterus
Gobiopterus brachypterus är en fiskart som först beskrevs av Bleeker, 1855.  Gobiopterus brachypterus ingår i släktet Gobiopterus och familjen smörbultsfiskar. Inga underarter finns listade i Catalogue of Life.